# Yu Jiang (vattendrag i Kina, lat 29,30, long 108,16)
Yu Jiang (kinesiska: 郁江) är ett vattendrag i Kina. Det ligger i den centrala delen av landet, 1 400 km sydväst om huvudstaden Peking.